# Alma Chamber Orchestra

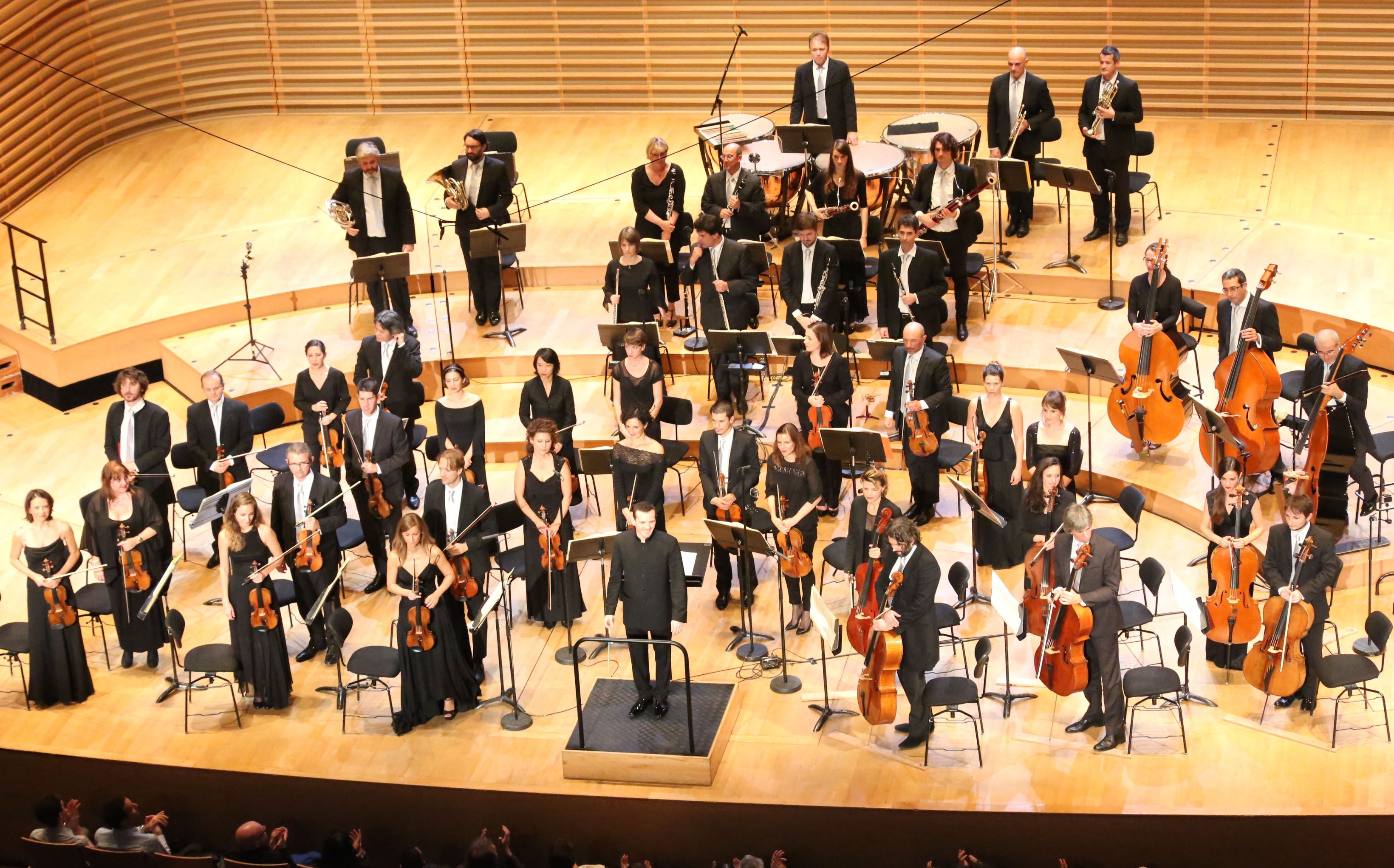
L'Alma Chamber Orchestra à la salle Pleyel

L'Alma Chamber Orchestra est un orchestre de chambre crée en mai 2013 par Zouhir Boudemagh, un homme d'affaires passionné de musique classique. Cet orchestre est composé de musiciens issus des plus grands orchestres parisiens. Il est, en effet, basé à Paris mais a pour vocation de se produire sur toutes les scènes internationales afin de diffuser un message de paix.
Anne Gravoin est la directrice artistique et le premier violon de cet orchestre. Depuis avril 2014, Lionel Bringuier en est le chef d'orchestre invité.

## Mission
L'Alma Chamber Orchestra, soutenu par l'Alma Nostra Foundation, a pour mission de diffuser un message de rapprochement entre les peuples. Il est né de la conviction que la musique est un langage universel et a le pouvoir de rassembler les peuples et les cultures. L'orchestre se déplace là où il peut ouvrir un dialogue, apaiser les cœurs et les esprits et ainsi œuvrer pour la paix.

## Histoire
L'Alma Chamber Orchestra donne un concert inaugural le 22 mai 2013 à la salle Gaveau à Paris. L'orchestre est alors dirigé par Debora Waldman.
L'orchestre effectue deux concerts en Israël, le 27 novembre 2013 à Tel-Aviv et le 28 novembre 2013 à Acre. Alors composé de 23 musiciens, il est dirigé par Debora Waldman, nommée en 2008 par l’ADAMI « talent Chef d’Orchestre ». L'Alma Nostra Foundation se propose d’apporter son soutien à de jeunes artistes internationaux. Le concerto pour piano Rainbow, interprété pour la première fois à l'étranger par Denis Pascal, ainsi qu'une œuvre de Menachem Wiesenberg sont au programme.
Le 15 avril 2014, l'orchestre donne un concert à Abou Dhabi avec pour soliste Nikolaj Znaider qui joue le concerto pour violon de Mendelssohn. L'orchestre, composé dès lors de 43 musiciens, interprète Earth, une création de Wael Binali. Dans la continuité, un concert est donné à la salle Pleyel le 17 avril 2014 avec Nikolaj Znaider, ainsi que Philippe Berrod et Denis Pascal qui jouent l'Ouverture sur des thèmes juifs de Prokofiev. L'orchestre est dirigé pour la première fois par Lionel Bringuier, un jeune et talentueux chef d'orchestre. Il a été chef en résidence au Philharmonique de Los Angeles pour la saison 2012-2013. Il a dirigé pendant la saison 2013-2014 de nombreux orchestres comme le Royal Concertgebouw Orchestra, le San Francisco Symphony, le Vienna Symphony Orchestra et l’Orchestre Philharmonique de Radio France. Pour la saison 2014-2015, il prend la direction musicale de l’Orchestre de la Tonhalle de Zurich.
Le concert de clôture du festival des Tons voisins d'Albi est donné par l'Alma Chamber Orchestra le 28 juin 2014. Lors de ce concert, l'orchestre est dirigé par Laurent Petitgirard.
L'Alma Chamber Orchestra a donné un concert exceptionnel à la salle Pleyel le 13 novembre 2014, avec au programme l'ouverture d’Egmont de Ludwig van Beethoven, la symphonie no 4 de Felix Mendelssohn et la symphonie en Ut de Georges Bizet.

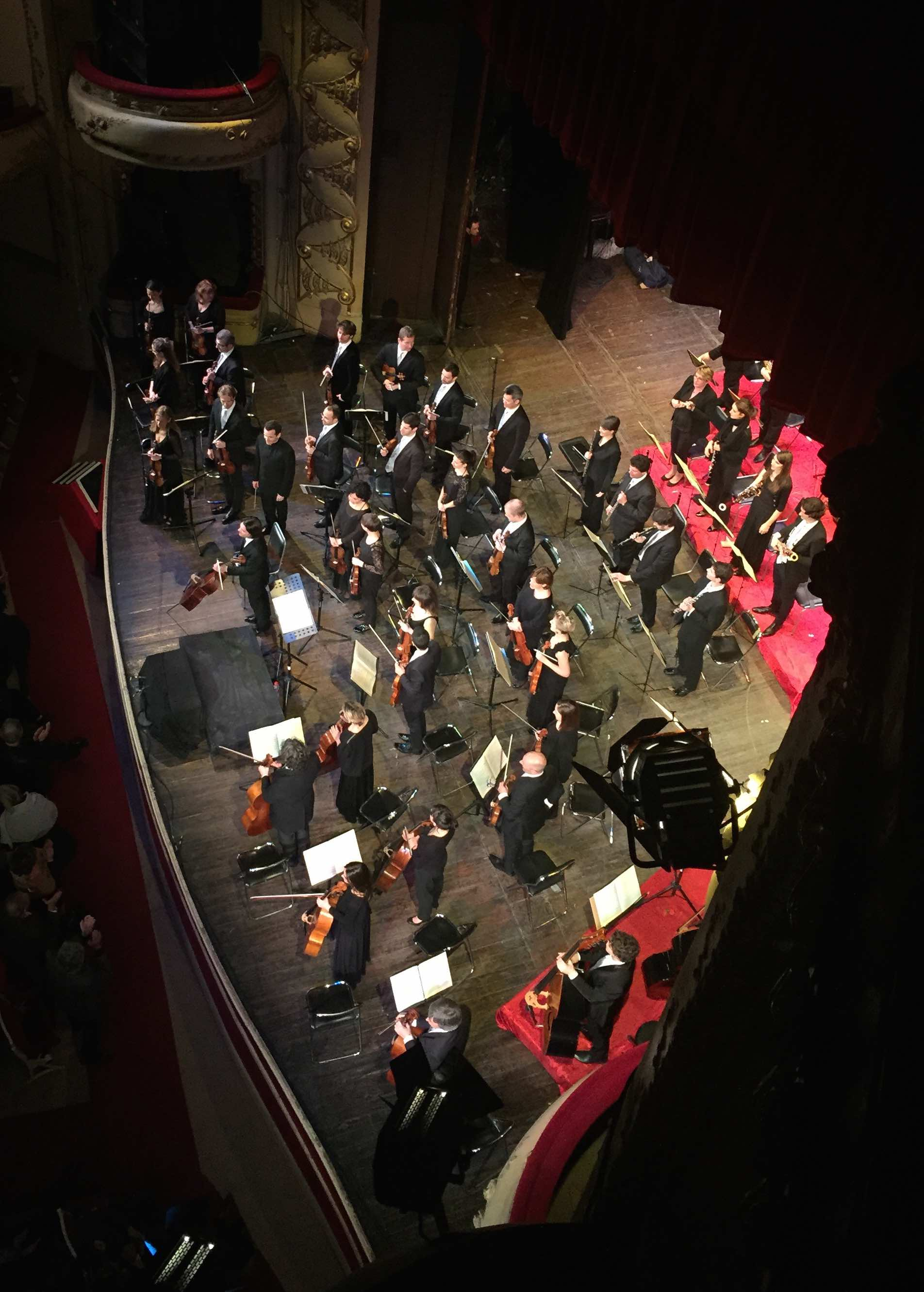
L'Alma Chamber Orchestra à Rabat.

L'orchestre a effectué une tournée pour la tolérance au Maghreb avec trois concerts le 17 février 2015 à Alger, le 19 février 2015 à Rabat et le 20 février 2015 à Tunis, créant ainsi des liens entre ces pays. Denis Pascal a interprété le Concerto en sol de Ravel à l'auditorium de la radio algérienne et Gautier Capuçon a joué le Concerto pour violoncelle nº 1 de Camille Saint-Saëns au théâtre national Mohammed-V à Rabat et au Théâtre municipal de Tunis. L'orchestre a également joué un morceau de Sid-Ahmed Belli, Ya Bahi el Jamal, une suite d'arrangements de musiques traditionnelles algériennes.
Le 30 mars 2015, l'orchestre a joué à Doha au Qatar. À cette occasion, Vincent Lucas a joué en tant que soliste le Concerto pour Flûte en Sol Majeur de Mozart.
L'Alma Chamber Orchestra a participé au World Tour for Unity, une tournée pour la paix, la tolérance et la fraternité en Afrique du Sud. Il comptait alors 49 musiciens, notamment pour jouer une nouvelle version de Earth de Wael Binali. Le 22 avril 2015, l'orchestre a donné un concert à Johannesburg avec, pour soliste, Nelson Freire, qui a joué le Concerto pour piano n°4 de Beethoven. Le 23 avril 2015, il a joué avec le KwaZulu Natal Philharmonic Orchestra à Durban. Enfin, après avoir donné des master-classes, l'orchestre est rejoint par le Buskaid le 25 avril 2015 à la Regina Mundi Church de Soweto.
L'Alma Chamber Orchestra a également fait quelques enregistrements, notamment avec Renaud Capuçon et avec Vincent Lucas.
En 2016, L'Obs accuse l'orchestre d'être financé par deux proches de Denis Sassou-Nguesso, le dictateur congolais : Jean-Yves Ollivier et Ivor Ichikowitz,.

## Direction
- Debora Waldman (2013/2014)
- Lionel Bringuier (2014/2015)
- Anne Gravoin (2015/)

## Solistes

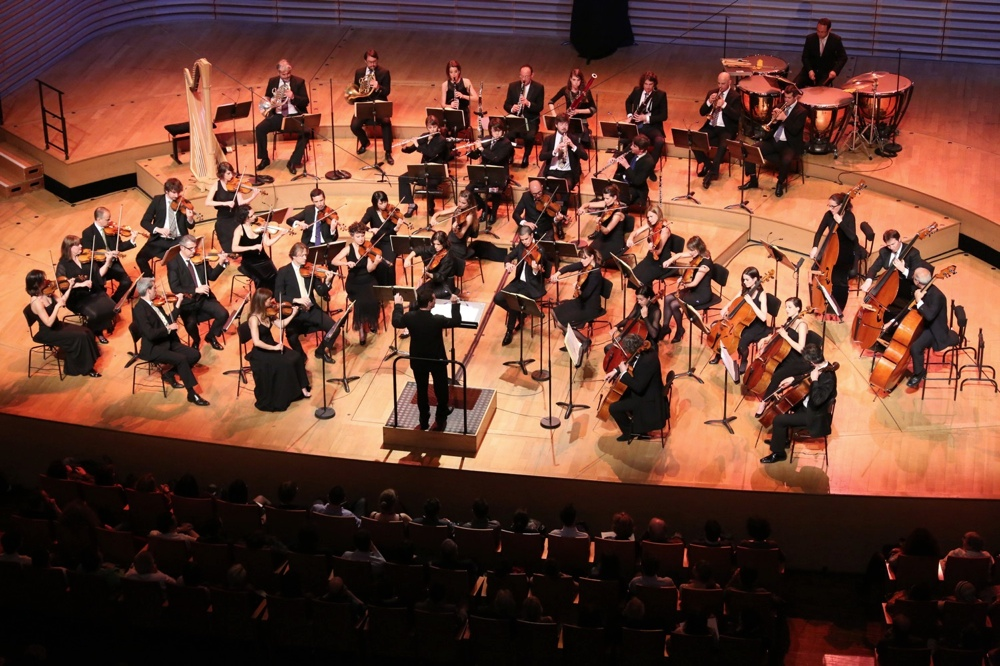
L'Alma Chamber Orchestra à la salle Pleyel en novembre 2014

- Philippe Berrod (17 avril 2014)
- Gautier Capuçon (19-20 février 2015)
- Renaud Capuçon (janvier 2015)
- Nelson Freire (22 avril 2015)
- Jacqueline & Pierre Deschamps (22 mai 2013)
- Anne Gravoin (26 juin 2014)
- Cyrille Lacrouts (27 novembre 2013)
- Denis Pascal (17 avril 2014)
- Nadine & Leslie Wright (22 mai 2013)
- Nikolaj Znaider (15-17 avril 2014)
- Vincent Lucas (30 mars 2015-mai 2015)